# Франсуа Томбалбай

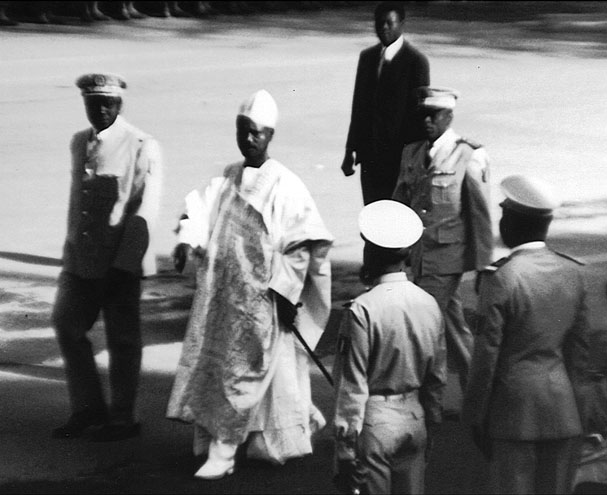
Франсуа Томбалбай під час параду на честь десятої річниці незалежності Чаду.

Франсуа Томбалбай, також (з 1973 року) Нгарта Томбалбай (фр. François чи N’Garta Tombalbaye; 15 червня 1918 — 13 квітня 1975) — перший президент Чаду після здобуття країною незалежності.

## Біографія
Франсуа Томбалбай народився в південній префектурі Середнє Шарі неподалік від міста Кумара, походив з етнічної групи сара — найчисленнішої народності південного Чаду. Томбалбай працював учителем, потім зробив кар'єру профспілкового і партійного діяча. В 1959 році він змінив Габріеля Лізетта на посаді голови Прогресивної партії Чаду (Parti Progressiste Tchadien, PPT) і очолив колоніальний уряд Чаду; він знаходився на цій посаді, коли країна здобула незалежність 11 серпня 1960, і був призначений головою уряду незалежного Чаду.
Очолюючи колоніальний уряд, Томбалбаю вдалося заручитися підтримкою прогресивних сил як півночі, так і півдня країни й ізолювати найконсервативніші ісламські фракції центрального Чаду. Після здобуття незалежності він обрав авторитарний стиль правління, ліквідуючи опозицію як всередині власної партії, так і в країні в цілому; в 1962 році він заборонив усі партії, окрім PPT, встановивши в країні однопартійну систему. У 1963 році у відповідь на народні виступи він розпустив Національну Асамблею (парламент) Чаду. Томбалбай почав націоналізацію цивільної служби, заміняючи французьких адміністраторів менш компетентними місцевими кадрами, а також нав'язав населенню «Національну позику» — фактично, додатковий подушний податок — для фінансування націоналізації.
У жовтні 1968 Томбалбай відвідав Сполучені Штати, де провів переговори з президентом США Ліндоном Джонсоном, а також побував у Техасі, де зустрівся із співробітниками Міжнародного центру дослідження пустельних та напівпустельних земель (ICASALS, підрозділ Техаського технологічного університету).
Програма «африканізації» країни, розпочата Томбалбаєм, не відповідала інтересам населення півночі і центру країни, переважно мусульман, культурна спадщина яких мала дуже небагато спільного з населенням Півдня, переважно християнами та прихильниками традиційних вірувань. Для мусульманських народів незалежність країни означала лише перехід влади від французів до уродженців Півдня. 1 листопада 1965 року в префектурі Гера спалахнули зворушення, під час придушення яких загинуло понад 500 осіб. Ці події запалили цілу низку народних виступів по всьому північному і центральному Чаду, які ускладнилися втручанням сусідніх держав — Лівії та Судану. Найзначнішою силою опозиції того часу був Фронт національного визволення Чаду (Front de Libération Nationale du Tchad, FROLINAT), який почав воєнні дій проти центрального уряду з території Судану. Незважаючи на незгоди і фракційну боротьбу, що весь час роздирала FROLINAT, він виявився досить потужною силою, щоб успішно боротися з авторитарним режимом Томбалбая. Томбалбай був змушений звернутися за допомогою до Франції як гаранта незалежності Чаду згідно з підписаним при проголошенні чадської незалежності договором.
Франція погодилася втрутитися у конфлікт за умови того, що Томбалбай запровадить у країні серію реформ в армії, уряді та цивільній службі, які б знизили народне незадоволення. Податки та закони, прийняті Томбалбаєм одноособово, мали бути скасовані, а традиційні лідери чадських племен знову включені в систему місцевого влади, зокрема, вони мали отримати повноваження збирати податки і здійсняти правосуддя за місцевими звичаями. У 1969 році Томбалбай погодився на умови Франції; в Чад були введені французькі війська, і ситуація почала повільно нормалізуватись. Перед виборами 1969 року було звільнено з тюрем кількасот політичних в'язнів; втім, Томбалбай, як і раніше, був у виборчих бюлетенях єдиним кандидатом.
Ще одним кроком до нормалізації став конгрес Прогресивної партії, на якому Томбалбай визнав, що в попередні роки він зробив кілька прикрих помилок. Були вжити деякі заходи для реформування уряду; до його складу було включено значно більше вихідців з Півночі, ніж будь-коли раніше. Французькі війська, зважаючи на поступове налагодження ситуації у країні, покинули Чад.
Процес нормалізації був грубо перерваний в серпні 1971 року після розкриття заколоту проти Томбалбая, зв'язки якого вели до лівійського лідера Муаммара Каддафі. Томбалбай відразу розірвав дипломатичні відносини з Лівією і запропонував підтримку і притулок усім лівійським опозиційним силам. Каддафі відповів формальним визнанням FROLINAT як «єдиного легітимного уряду Чаду» і підсилив допомогу повстанцям. В той же час на Півдні, де підтримка Томбалбая була традиційно високою, він відповів на студентські виступи відставкою популярного в народі начальника штаба чадської армії генерала Жака Думро, замінивши його на полковника Фелікса Маллума, а також скасував амністію для політв'язнів. До кінця 1972 року більше тисячі опозиціонерів було заарештовано.
У той же час Маллум здійснив деякі кроки в напрямку порозуміння з Лівією і арабським світом загалом. 17 квітня 1972 відносини було відновлено; 28 листопада Томбалбай нібито дійшов з Каддафі згоди про поступлення Смуги Аузу Лівії в обмін на хабар розміром в 40 млн фунтів, а в грудні Чад і Лівія підписали Договір про дружбу. Через півроку лівійські війська окупували Смугу Аузу, яка фактично стала частиною Лівії.
Умови, на яких Лівія отримала Смугу, остаточно не відомі, а повідомлення про них спірні. Про існування таємної угоди між Томбалбаєм і Каддафі стало відомо лише в 1988 році, коли лівійський президент оприлюднив нібито копію листа, в якому Томбалбай визнає претензії Лівії. Дослідники, такі, як Бернард Ланн, стверджують, що формального договору про передачу Смуги Аузу ніколи не було, і що Томбалбай просто вважав для себе вигідним не помічати окупації частини території своєї країни. До того ж, Лівія виявилася неспроможною подати оригінал цього документа, коли в 1993 році питання про належність Смуги Аузу розглядалося в Міжнародному Суді.
Каддафі, зі свого боку, припинив підтримку повстанців FROLINAT, внаслідок чого в ньому з новою силою спалахнула фракційна боротьба, яка невдовзі призвела до чергового розколу.
Незважаючи на зовнішньополітичні успіхи позиції Томбалбая були не дуже впевнені; незадоволення його режимом почало зростати навіть всередині його власного уряду і партії. У червні 1973 року Тамбалбай заарештував Фелікса Маллума, звинувативши його в спробі відсунути себе від влади за допомогою чаклунства; ця справа отримала назву «Заколот чорної вівці» від тварини, яку заколотники начебто принесли в жертву. У серпні Томбалбай розпустив Прогресивну партію Чаду і сформував замість неї Національний рух за культурну і соціальну революцію. Новий уряд почав кампанію так званої «африканізації», в рамках якої географічні і власні назви колоніальної доби замінялися «щирими» африканськими; зокрема, столиця країни Форт-Ламі була перейменована на Нджамену, а місто Форт-Аршамбо — на Сарх. Сам Томбалбай змінив своє ім'я з Франсуа на Нгарта. Християнство піддавалося остракізму, християнські місіонери були вигнані з країни, а усі чоловіки-уродженці Півдня віком від 16 до 50 років мали пройти обряд ініціації «йондо», без чого було неможливе зайняття будь-яких посад на державній службі і в армії. Проте цей обряд був притаманний лише народу сара, до якого належав сам президент, і навіть серед сара його традиційно дотримувались лише деякі племена. Для решти населення Півдня ритуали сара були чужими і незрозумілими, а вимога їх обов'язкового виконання сприймалася як безглузда й деспотична витівка авторитарного правителя.
У той же час в усій Африці почався період суворих посух; щоб якось поліпшити жахливий стан національної економіки, від населення вимагалися «добровільні» зусилля з метою збільшення виробництва бавовни (фактично це була примусова трудова мобілізація на неоплачувані сільгоспроботи). У комбінації з нововведеннями Томбалбая в сфері державного управління ці заходи безпрецедентно знизили його популярність у народі навіть на Півдні, де вона була традиційно високою. Незадоволення президентом зростало і серед військових внаслідок деспотичної кадрової політики з довільними підвищеннями і розжалуваннями. 13 квітня 1975 року, після чергових арештів вищих офіцерів, звинувачених у заколоті, частина армії повстала; в ході штурму президентського палацу у Нджамені Томбалбай був смертельно поранений і невдовзі помер.
На посаді голови держави Тамбалбая змінив звільнений з ув'язнення Фелікс Маллум, на той час вже генерал, який невдовзі після перевороту очолив Верховну військову раду (Conseil Supérieur Militaire).